# Pidtemne, Pustomîtî
Pidtemne (în ucraineană Підтемне) este un sat în comuna Rakoveț din raionul Pustomîtî, regiunea Liov, Ucraina.

## Demografie
Componența lingvistică a localității Pidtemne
     Ucraineană (98,84%)
Conform recensământului din 2001, majoritatea populației localității Pidtemne era vorbitoare de ucraineană (98,84%), existând în minoritate și vorbitori de polonă (1,16%).